# فيصل فرحات
فيصل فرحات هو كاتب ومسرحي لبناني.

## مؤلفاته

### مسرحيات للمؤلف
- «معو حق ابني» مقتبسة من مسرحية جلال خوري «جحا في القرى الأمامية» إخراج سهام ناصر، عرضت في بيروت في فترات وقف إطلاق النار، وفي كفررمان، عام 1976، وصيدا وصور وبرجا بإشراف الكاتب.
- «مزرعة معزولة» عرضت ضمن احتفال «دراما مين؟» من إخراج أنيس سماحة، على مسرح الوست هول في الجامعة الأميركية أواخر عام 1976.
- «كفرجبروت»، عام 1977، عرضت في جباع وصيدا وصور من إخراج الكاتب.
- «لبنان في لوحات مسرحية» عرضت في يوم المرأة العالمي على مسرح الأونيسكو، وعلى مسرح كلية التربية في الجامعة اللبنانية عام 1978.
- «نايم الأخ» 1979، مخطوطة.
- «سقوط عويس آغا» عرضت على مسرح «جان دارك» من إخراج الكاتب، وطُبعت في دار الفارابي عام 1981.
- «شالوم أم مصطفى!» الكتابة الأولى في نيويورك عام 1986. الكتابة الثانية في نيويورك ـ بيروت 1987 ـ 1989. مخطوطة.
- «خمسة بتاخدن ستة» 1990 مخطوطة.
- Women and a man (بالانكليزية) مخطوطة، 1990.
- One act play The other love (بالانكليزية) مخطوطة، 1990.
- «الأفق الآخر» (مسرحية من فصل واحد) 1990 مخطوطة.
- «الاستعمار العائلي» (مسرحية من فصل واحد وممثل واحد) 1991 مخطوطة.
- «فرج الله في البال» 2002 مخطوطة.

### كتب
- يوم بدأتُ الكتابة (سرديّة من سيرة ذاتية)، دار الفارابي، ط1، 2008، ط2، 2010. وقـد صدر باللغـة الفرنسية تحـت عنوان Le Jour où Je Commençai à écrire ترجمة: أنطوان بولاد، عن دار ضرغام، 2009.[2]
- رهبة الكتابة (سردية من سيرة ذاتية)، دار نلسن، 2009.
- عمر الولدنة (سردية من سيرة ذاتية)، دار مختارات، 2011.
- فلتة زمانه (سردية من سيرة ذاتية)، دار الفارابي، 2011.
- ابن الحزب وقصص أخرى (سردية من سرية ذاتية)، شركة المطبوعات للتوزيع والنشر، 2012.
- مجنون بن بيروت (قصة توقيف الحرب في لبنان)، سرديّة من سيرة ذاتيّة، دار الفارابي، 2012.[3]
- أربع مسرحيات (1 ـ فـات عَ قلبي، 2 ـ عالم تـاني من 2، 3 ـ أية بوسة بدنا نبوس?On the mouth، ـ 4 ـ عانس خلّفت صبي)، دار الفارابي، 2013.
- باع سمك بالبحر[4]
- اعترافات عانس